# Wahlergebnisse in Chile
Dieser Artikel beschreibt die Wahlergebnisse der politischen Parteien Chiles seit 1932. Anhand umfangreicher Tabellen werden die Ergebnisse bei Parlaments- und Präsidentschaftswahlen sowie die Wahlbeteiligung und das Verhältnis von Wählern zur Gesamtbevölkerung dokumentiert.

## Wahlergebnisse nach Parteien

### Sozialistische Partei und PPD
Die Partido Socialista de Chile wurde 1933 gegründet, allerdings nahm der spätere Parteivorsitzende Marmaduque Grove bereits im Jahr zuvor an den Präsidentschaftswahlen teil. Weil die Parteil 1989 noch verboten war, wurde die Schwesterpartei Partido por la Democrácia gegründet, die bis heute weiterbesteht. Doppelmitgliedschaften sind möglich.
| Parlamentswahl                 | 1932           | 1937              | 1941            | 1945             | 1949      | 1953            | 1957                | 1961     | 1965                | 1969              | 1973      | 1989                       | 1993                     | 1997                         | 2001      | 2005                            | 2009                        |
| Abgeordnete PS Stimmenanteil   | 2 1,4 %        | 8 5,4 %           | 15 10,0 %       | 5 3,4 %          | 20 13,6 % | 19 12,9 %       | 18 12,2 %           | 12 8,2 % | 6 4,1 %             | 10 6,7 %          | 27 18,0 % | -                          | 15 11,5 %                | 11 11,1 %                    | 10 10,0 % | 15 10,0 %                       | 11 10,0 %                   |
| Abgeordnete PPD Stimmenanteil  | -              | -                 | -               | -                | -         | -               | -                   | -        | -                   | -                 | -         | 16 11 %                    | 15 12 %                  | 16 13 %                      | 20 13 %   | 21 15,4 %                       | 18 12,7 %                   |
| Senatoren PS                   | -              | 1                 | 2               | 1                | 2         | 4               | 2                   | 4        | 1                   | 2                 | 4         | -                          | 3                        | 1                            | 4         | 4                               | 2                           |
| Senatoren PPD                  | -              | -                 | -               | -                | -         | -               | -                   | -        | -                   | -                 | -         | 3                          | 3                        | 0                            | 2         | 1                               | 3                           |
| Wahlbeteiligung                | 70 %           | 87 %              | 78 %            | 70 %             | 79 %      | 70,8 %          | 68,4 %              | 74,5 %   | 80,6 %              | 74,2 %            | 81,1 %    | 89,9 %                     | 83,4 %                   | 71,8 %                       | 76,1 %    | 87,7 %                          | 86,7 %                      |
| Wähler / Bevölkerung           | 7,4 %          | 8,7 %             | 8,9 %           | 8,4 %            | 8,1 %     | 12,0 %          | 12,3 %              | 17,7 %   | 27,2 %              | 25,7 %            | 36,3 %    | 52,4 %                     | 48,5 %                   | 39,2 %                       | 39,9 %    | 44,3 %                          | 42,8 %                      |
| Präsidentschaftswahl           | 1932           | 1938              | 1942            | 1946             | -         | 1952            | 1958                | -        | 1964                | 1970              | -         | 1989                       | 1993                     | 1999                         | -         | 2005                            | 2009                        |
| Stimmenanteil Kandidat Bündnis | 17,7 % Grove - | 51,0 % PAC Frente | 56 % JAR Frente | 2,5 % B Ibáñez - | -         | 5,4 % Allende - | 28,9 % Allende FRAP | -        | 39,9 % Allende FRAP | 36,4 % Allende UP | -         | 55,2 % Aylwin Concertación | 57,9 % Frei Concertación | 48,0/51,3 Lagos Concertación | -         | 46,0/53,5 Bachelet Concertación | 29,6/48,4 Frei Concertación |
| Wahlbeteiligung                | %              | %                 | %               | %                | -         | %               | %                   | -        | %                   | %                 | -         | 94,7 %                     | 86,2 %                   | 87,3 %                       | -         | 87,7 %                          | -                           |
| Wähler / Bevölkerung           | 8,0 %          | 8,9 %             | 9,2 %           | 8,7 %            | -         | 16,1 %          | 15,9 %              | -        | 29,0 %              | 30,1 %            | -         | 54,3 %                     | 48,8 %                   | 45,8 %                       | -         | 46,2 %                          | -                           |

### Christdemokraten
Die Partido Demócrata Cristiano de Chile (DC) (Christdemokratische Partei Chiles) wurde 1957 gegründet. Die wichtigste Vorgängerpartei war die Falange Nacional, die sich 1938 von der Konservativen Partei abgespalten hatte. Weil die Falange bis 1937 eine unbedeutende Splitterpartei mit nie mehr als vier Prozent der Stimmen blieb, ist sie hier nicht aufgeführt. Die Parlamentswahl 1957 (die in der Tabelle enthalten ist) fand einige Monate vor der Umbenennung statt.
| Parlamentswahl                 | 1957            | 1961      | 1965                      | 1969           | 1973      | 1989                       | 1993                         | 1997                               | 2001      | 2005                                | 2009                            |
| Abgeordnete Stimmenanteil      | 9,4 %           | 23 15,4 % | 82 42,3 %                 | 56 29,8 %      | 50 28,7 % | 38 26,0 %                  | 37 27,1 %                    | 38 23,0 %                          | 23 18,9 % | 20 20,8 %                           | 19 14,2 %                       |
| Senatoren                      |                 |           |                           |                |           | 14                         | 0                            | 10                                 | 2         | 5                                   | 4                               |
| Wahlbeteiligung                | 68,4 %          | 74,5 %    | 80,6 %                    | 74,2 %         | 81,1 %    | 89,9 %                     | 83,4 %                       | 71,8 %                             | 76,1 %    | 87,7 %                              | 86,7                            |
| Wähler / Bevölkerung           | 12,3 %          | 17,7 %    | 27,2 %                    | 25,7 %         | 36,3 %    | 52,4 %                     | 48,5 %                       | 39,2 %                             | 39,9 %    | 44,3 %                              | 42,8 %                          |
| Präsidentschaftswahl           | 1958            | -         | 1964                      | 1970           | -         | 1989                       | 1993                         | 1999                               | -         | 2005                                | 2009                            |
| Stimmenanteil Kandidat Bündnis | 20,5 % Frei M - | -         | 55,7 % Frei M DC/PC/PL/PR | 27,9 % Tomic - | -         | 55,2 % Aylwin Concertación | 57,9 % Frei R-T Concertación | 48,0 % / 51,3 % Lagos Concertación | -         | 46,0 / 53,5 % Bachelet Concertación | 29,6/48,4 Frei R-T Concertación |
| Wahlbeteiligung                | %               | -         | %                         | %              | -         | 94,7 %                     | 86,2 %                       | 87,3 %                             | -         | 87,7 %                              | -                               |
| Wähler / Bevölkerung           | 15,9 %          | -         | 29,0 %                    | 30,1 %         | -         | 54,3 %                     | 48,8 %                       | 45,8 %                             | -         | 46,2 %                              | -                               |

### Radikale Partei
| Jahr (Abgeordnete insgesamt) | Abgeordnete | absolute Stimmen | Stimmenanteil |
| ---------------------------- | ----------- | ---------------- | ------------- |
| 1925 (132)                   | 39          | 56.001           | 21,3          |
| 1932 (142)                   | 31          | 55.929           | 17,2          |
| 1937 (146)                   | 29          | 76.941           | 18,7          |
| 1941 (147)                   | 44          | 98.296           | 21,9          |
| 1945 (147)                   | 39          | 89.992           | 19,9          |
| 1949 (147)                   | 34          | 100.869          | 21,7          |
| 1953 (147)                   | 18          | 103.650          | 13,3          |
| 1957 (147)                   | 36          | 188.526          | 21,5          |
| 1961 (147)                   | 39          | 296.828          | 21,4          |
| 1965 (147)                   | 20          | 312.912          | 13,3          |
| 1969 (150)                   | 24          | 313.559          | 13            |
| 1973 (150)                   | 5           | 137.166          | 3,79          |
| 1989 (120)                   | 5           | 268.103          | 3,94          |
| 1993 (120)                   | 2           | 200.837          | 2,98          |

### Partido Radical Social Demócrata
| Parlamentswahl                 | 1997                               | 2001    | 2005                                  | 2009                            |
| Abgeordnete Stimmenanteil      | 4 3,3 %                            | 6 5,0 % | 7 5,8 %                               | 5 4,1 %                         |
| Senatoren                      | 0                                  | 2       | 3                                     | 1                               |
| Wahlbeteiligung                | 71,8 %                             | 76,1 %  | 87,7 %                                | 86,7                            |
| Wähler / Bevölkerung           | 39,2 %                             | 39,9 %  | 44,3 %                                | 42,8 %                          |
| Präsidentschaftswahl           | 1999                               | -       | 2005                                  | 2009                            |
| Stimmenanteil Kandidat Bündnis | 48,0 % / 51,3 % Lagos Concertación | -       | 46,0 % / 53,5 % Bachelet Concertación | 29,6/48,4 Frei R-T Concertación |
| Wahlbeteiligung                | -                                  | -       | 87,7 %                                | -                               |
| Wähler / Bevölkerung           | -                                  | -       | 46,2 %                                | -                               |

### Kommunistische Partei
Die vom Vater der chilenischen Arbeiterbewegung, Luis Emilio Recabarren 1912 gegründete Partido Obrero Socialista (POS) wurde 1922 in Partido Comunista de Chile (PCCh) umbenannt. Erst 1927 und unter dem Eindruck der Repression der Ibañez-Diktatur erfolgte die Aufnahme in den Komintern. Zwar hatte die POS in den 1920er Jahren schon einmal bis zu zwei Abgeordnete im Parlament, aber insgesamt blieb die POS/PCCh bis in die 1930er Jahre eine Splitterpartei. Deshalb sind hier nur die Wahlergebnisse ab 1932 aufgelistet. Präsident Arturo Alessandri verbot die Partei zu den Parlamentswahlen 1937, 1941 und 1945 durch das Ley de Seguridad Interior del Estado, worauf die Kommunisten unter den Namen Partido Nacional Democrático und Partido Progresista Nacional antraten. 1948 bis 1958 war die PCCh erneut verboten, diesmal durch das Ley Maldita. Die erste Wahl nach der Transition 1989 wurde von der PCCh boykottiert.
| Parlamentswahl                 | 1932             | 1937              | 1941            | 1945                   | 1949     | 1953     | 1957                | 1961      | 1965                | 1969              | 1973      | 1989   | 1993               | 1997          | 2001    | 2005                 | 2009                 |
| Abgeordnete Stimmenanteil      | 3 1,0 %          | 6 4,2 %           | 3 2,0 %         | 15 10,2 %              | verboten | verboten | verboten            | 16 11,8 % | 18 12,7 %           | 19 16,7 %         | 26 16,0 % | -      | 0 5,0 %            | 0 6,9 %       | 0 5,2 % | 0 5,1 %              | 3 2,02               |
| Senatoren                      |                  |                   |                 |                        |          |          |                     |           |                     |                   |           |        |                    |               |         |                      |                      |
| Wahlbeteiligung                | 70 %             | 87 %              | 78 %            | 70 %                   | 79 %     | 70,8 %   | 68,4 %              | 74,5 %    | 80,6 %              | 74,2 %            | 81,1 %    | 89,9 % | 83,4 %             | 71,8 %        | 76,1 %  | 87,7 %               | 86,7 %               |
| Wähler / Bevölkerung           | 7,4 %            | 8,7 %             | 8,9 %           | 8,4 %                  | 8,1 %    | 12,0 %   | 12,3 %              | 17,7 %    | 27,2 %              | 25,7 %            | 36,3 %    | 52,4 % | 48,5 %             | 39,2 %        | 39,9 %  | 44,3 %               | 42,8 %               |
| Präsidentschaftswahl           | 1932             | 1938              | 1942            | 1946                   | -        | 1952     | 1958                | -         | 1964                | 1970              | -         | 1989   | 1993               | 1999          | -       | 2005                 | 2009                 |
| Stimmenanteil Kandidat Bündnis | 1,2 % Lafertte - | 51,0 % PAC Frente | 56 % JAR Frente | 40,1 % González Frente | verboten | verboten | 28,9 % Allende FRAP | -         | 39,9 % Allende FRAP | 36,4 % Allende UP | -         | -      | 4,7 % Pizarro MIDA | 3,2 % Marín - | -       | 5,4 % Hirsch Podemos | 6,2 % Arrate Podemos |
| Wahlbeteiligung                | %                | %                 | %               | %                      | -        | %        | %                   | -         | %                   | %                 | -         | 94,7 % | 86,2 %             | 87,3 %        | -       | 87,7 %               |                      |
| Wähler / Bevölkerung           | 8,0 %            | 8,9 %             | 9,2 %           | 8,7 %                  | -        | 16,1 %   | 15,9 %              | -         | 29,0 %              | 30,1 %            | -         | 54,3 % | 48,8 %             | 45,8 %        | -       | 46,2 %               |                      |

### Nationale Partei und Renovación Nacional
Die Partido Nacional (PN) (Nationale Partei) war eine rechtskonservative Partei, die 1965 aus den beiden ältesten Parteien des Landes, der Partido Conservador (PC) und der Partido Liberal (PL) entstand. Sie löste sich nach dem von ihr unterstützen Putsch 1973 auf. Die Ende der 1980er entstandene Renovación Nacional (RN) ist zwar keine juristische Nachfolgerin der PN, doch ideologisch, sachpolitisch und personell derart eng mit ihr verwandt, dass sie hier in einer Tabelle präsentiert werden. 1965 werden die addierten Ergebnisse von PC und PL präsentiert.
| Parlamentswahl                 | 1965                    | 1969                  | 1973      | 1989      | 1993                        | 1997                          | 2001      | 2005                               | 2009                             |
| Abgeordnete Stimmenanteil      | 33 20,8 %               | 34 21,7 %             | 35 23,3 % | 29 18,3 % | 29 16,3 %                   | 23 16,7 %                     | 18 13,8 % | 19 14,1 %                          | 18 17,8 %                        |
| Senatoren                      |                         |                       |           | 5         | 5                           | 2                             | 4         | 3                                  | 6                                |
| Wahlbeteiligung                | 80,6 %                  | 74,2 %                | 81,1 %    | 89,9 %    | 83,4 %                      | 71,8 %                        | 76,1 %    | 87,7 %                             | 86,7 %                           |
| Wähler / Bevölkerung           | 27,2 %                  | 25,7 %                | 36,3 %    | 52,4 %    | 48,5 %                      | 39,2 %                        | 39,9 %    | 44,3 %                             | 42,8 %                           |
| Präsidentschaftswahl           | 1964                    | 1970                  | -         | 1989      | 1993                        | 1999                          | -         | 2005                               | 2009                             |
| Stimmenanteil Kandidat Bündnis | 55,7 % Frei DC/PC/PL/PR | 34,9 % J Alessandri - | -         | ?         | 24,3 % A Alessandri Alianza | 47,5 % / 48,7 % Lavín Alianza | -         | 25,4 % / 46,5 % Piñera - / Alianza | 44,0 %/ 51,6 % Piñera -/ Alianza |
| Wahlbeteiligung                | %                       | %                     | -         | 94,7 %    | 86,2 %                      | 87,3 %                        | -         | 87,7 %                             | -                                |
| Wähler / Bevölkerung           | 29,0 %                  | 30,1 %                | -         | 54,3 %    | 48,8 %                      | 45,8 %                        | -         | 46,2 %                             | -                                |

### Unión Democrática Independiente
| Parlamentswahl                 | 1989     | 1993                        | 1997                          | 2001      | 2005                               | 2009                             |
| Abgeordnete Stimmenanteil      | 11 9,2 % | 15 12,5 %                   | 17 14,2 %                     | 31 25,8 % | 33 27,5 %                          | 37 30,8 %                        |
| Senatoren                      | 2        | 3                           | 5                             | 11        | 9                                  | 8                                |
| Wahlbeteiligung                | 89,9 %   | 83,4 %                      | 71,8 %                        | 76,1 %    | 87,7 %                             | 86,7 %                           |
| Wähler / Bevölkerung           | 52,4 %   | 48,5 %                      | 39,2 %                        | 39,9 %    | 44,3 %                             | 42,8 %                           |
| Präsidentschaftswahl           | 1989     | 1993                        | 1999                          | -         | 2005                               | 2009                             |
| Stimmenanteil Kandidat Bündnis | ?        | 24,3 % A Alessandri Alianza | 47,5 % / 48,7 % Lavín Alianza | -         | 25,4 % / 46,5 % Piñera - / Alianza | 44,0 %/ 51,6 % Piñera -/ Alianza |
| Wahlbeteiligung                | 94,7 %   | 86,2 %                      | 87,3 %                        | -         | 87,7 %                             | -                                |
| Wähler / Bevölkerung           | -        | 48,8 %                      | 45,8 %                        | -         | 46,2 %                             | -                                |

## Wahlergebnisse nach Phasen des Parteiensystems

### Das Zweite Parteiensystem: 1932–56
Die Periode zwischen der Diktatur von Carlos Ibáñez del Campo und seiner Präsidentschaft bildet die zweite Phase der chilenischen Parteiengeschichte. Hier etablierten sich Arbeiterparteien im Politischen System und damit rutschten die Radikalen ins Zentrum der Parteienlandschaft. Die Zeit war geprägt durch die Frente Popular (Chile) und wurde durch die parteienfeindliche Regierung von Ibañez beendet, die eine schwere Krise der chilenischen politischen Parteien darstellte.
| Allianz/Partei                                       | 1932      | 1937      | 1941      | 1945      | 1949      | 1953      |
| Linke Parteien Stimmenanteil                         | %         | %         | %         | %         | %         | %         |
| Partido Socialista Stimmenanteil                     | 2 1,4 %   | 8 5,4 %   | 15 10,0 % | 5 3,4 %   | 20 13,6 % | 19 12,9 % |
| Partido Comunista Stimmenanteil                      | 3 1,0 %   | 6 4,2 %   | 3 2,0 %   | 15 10,2 % | verboten  | verboten  |
| andere Linksparteien Stimmenanteil                   | %         | %         | %         | %         | %         | %         |
| Parteien der Mitte Stimmenanteil                     | %         | %         | %         | %         | %         | %         |
| Partido Radical Stimmenanteil                        | 31 17,2 % | 29 18,7 % | 44 21,9 % | 39 19,9 % | 34 21,7 % | 18 13,3 % |
| Falange Nacional / Demócrata Cristiano Stimmenanteil | -         | -         | 3 %       | 4 %       | 4 %       | 9 %       |
| andere Zentrumsparteien Stimmenanteil                | %         | %         | %         | %         | %         | %         |
| Rechtsparteien Stimmenanteil                         | %         | %         | %         | %         | %         | %         |
| Konservative Partei Stimmenanteil                    | 34 17,2 % | 35 21,3 % | 32 17,2 % | 36 23,6 % | 33 22,4 % | 19 12,9 % |
| Liberale Partei Stimmenanteil                        | 37 %      | 36 %      | 29 %      | 34 %      | 33 %      | 31 %      |
| Partido Demócrata Stimmenanteil                      | 2 %       | 7 %       | 3 %       | 0 %       | 1 %       | 0 %       |
| andere Rechtsparteien Stimmenanteil                  | %         | %         | %         | %         | %         | %         |
| Gewählte Abgeordnete insgesamt                       | 142       | 146       | 147       | 147       | 150       | 150       |
| Wahlbeteiligung                                      | 70 %      | 87 %      | 78 %      | 70 %      | 79 %      | 70,8 %    |
| Wähler / Bevölkerung                                 | 7,4 %     | 8,7 %     | 8,9 %     | 8,4 %     | 8,1 %     | 12,0 %    |
| Parteien im Abgeordnetenhaus                         | 15        | 15        | 13        | 9         | 9         | 16        |

### Das Vierte Parteiensystem: Seit 1989
Während der Diktatur wurde das gesamte politische System des Landes grundlegend geändert, mit gravierenden Folgen für das Parteiensystem. Einzelheiten unter Politisches System Chiles.

#### Präsidentschaftswahlen
| Allianz           | 1989                                | 1993                     | 1999 (Stichwahl 2000)         | 2005 (Stichwahl 2006)                                      | 2009 (Stichwahl 2010)                 |
| Concertación      | 55,2 % (Aylwin, PDC)                | 57,9 % (Frei, PDC)       | 47,96 % (51,3 %) (Lagos, PS)  | 46,0 % (54 %) (Bachelet, PS)                               | 29,6 % (48,4 %) (Frei, PDC)           |
| Alianza por Chile | 29,4 % / 15,4 % (Büchi / Errázuriz) | 24,3 % (Alessandri, UDI) | 47,51 % (48,7 %) (Lavín, UDI) | 25,4 % / 23,2 % (46 %) (Piñera, RN / Lavín, UDI, (Piñera)) | 44,1 % (51,6 %) (Piñera, RN (Piñera)) |

#### Abgeordnetenhaus
| Allianz/Partei                            | 1989        | 1993        | 1997        | 2001        | 2005        | 2009         |
| Concertación                              | 69 (51,5 %) | 70 (55,4 %) | 69 (50,5 %) | 62 (47,9 %) | 65 (51,8 %) | 57 (44,4 %)1 |
| DC                                        | 38 (26,0 %) | 37 (27,1 %) | 38 (23,0 %) | 23 (18,9 %) | 20 (20,8 %) | 19 (14,2 %)  |
| PS                                        | -           | 15 (11,9 %) | 11 (11,1 %) | 10 (10,0 %) | 15 (10,1 %) | 11 (10,0 %)  |
| PPD                                       | 16 (11,5 %) | 15 (11,8 %) | 16 (12,6 %) | 20 (13 %)   | 21 (15,4 %) | 18 (12,7 %)  |
| PR / PRSD                                 | 5 (3,9 %)   | 2 (3,0 %)   | 4 (3,1 %)   | 6 (4,1 %)   | 7 (3,5 %)   | 5 (3,8 %)    |
| Unabhängige der Concerta, andere          | 10 (9,9 %)  | 1 (0,7 %)   | 0 (0,8 %)   | 3 (2,2 %)   | 2 (2,0 %)   | 1 (1,8 %)    |
| Alianza por Chile/Coalición por el Cambio | 48 (34,2 %) | 50 (36,7 %) | 47 (36,2 %) | 57 (44,3 %) | 54 (38,7 %) | 58 (43,4 %)  |
| UDI                                       | 11 (9,8 %)  | 15 (12,1 %) | 17 (14,5 %) | 31 (25,2 %) | 33 (22,4 %) | 37 (23,0 %)  |
| RN                                        | 29 (18,3 %) | 29 (16,3 %) | 23 (16,8 %) | 18 (13,8 %) | 19 (14,1 %) | 18 (17,8 %)  |
| Unabhängige der Alianza, andere           | 8 (6,1 %)   | 6 (8,0 %)   | 7 (5,0 %)   | 8 (5,3 %)   | 2 (2,2 %)   | 3 (2,3 %)    |
| Linke (Podemos etc.)                      | 2 (5,3 %)   | 0 (7,8 %)   | 0 (10,4 %)  | 0 (6,3 %)   | 0 (7,4 %)   | (3 (2,0 %))1 |
| Rest (Regional, Unabh., Prog.)            | 1 (8,7 %)   | 0 (0,11 %)  | 4 (2,8 %)   | 1 (1,5 %)   | 1 (2,1 %)   | 5 (12,2 %)   |
| gesamt gewählt                            | 120         | 120         | 120         | 120         | 120         | 120          |

1) Bei den Parlamentswahlen 2009 traten Die Concertación und Juntos Podemos Más in einem Wahlbündnis an, die 3 Sitze der PCCh sind in den 57 Sitzen der Concertación enthalten.

#### Senat
Der Senat wurde 1989 komplett gewählt (38 gewählt). Dazu kamen 9 ernannte Senatoren (seit 2006 abgeschafft), die meist auf der Seite der Alianza standen. Im Folgenden wurden in den Jahren 1993, 2001, 2009 ... in den Regionen I., III., V., VII., IX., XI. gewählt und in den Jahren 1997, 2005, …in den Regionen II., IV. VI., VIII., X., XII. und Metropolitana. Die Regionen I. - IV. und X. - XII. stellen dabei je zwei Senatoren und die Regionen V. - IX. und Metropolitana je vier. Deshalb werden abwechselnd 18 und 20 Senatssitze neu gewählt. Gewählt wird ebenfalls nach dem Binomiales Wahlsystem. Bisher wurde bei jeder Wahl in jeder Region die Senatssitze symmetrisch an die Concertación und die Alianza pro Chile (bzw. deren Vorläuferbündnisse) vergeben, außer
- 1989 in der VI. Region (O’Higgins): 2 Concertación, 0 Alianza
- 1989 in der VII. Region (Maule): 3 Concertación, 1 Alianza
- 1989 in der XII. Region (Magallanes): 2 Concertación, 0 Alianza
- 1993 in der VII. Region (Maule): 4 Concertación, 2 Alianza
- 1997 in der XIII: Region (Bío Bío): 3 Concertación, 1 Alianza

| Das 4. Parteiensystem (seit 1989): Sitze im Senat Alle vier Jahre steht etwa der halbe Senat zur Wahl. (in Klammern: Anteil an abgegebenen Stimmen) Quelle: Website des chilenischen Innenministeriums |      |      |      |      |           |      |
| Allianz/Partei | 1989 | 1993 | 1997 | 2001 | 2005      | 2009 |
| Concertación | 21   | 10   | 11   | 9    | 11        | 91   |
| DC | 14   | 0    | 10   | 2    | 5         | 4    |
| PS | -    | 3    | 1    | 4    | 4         | 2    |
| PPD | 3    | 3    | 0    | 2    | 1         | 3    |
| PR / PRSD | 2    | 4    | 0    | 0    | 1 (2 %)   | 0    |
| Unabhängige der Concerta | 2    | 0    | 0    | 0    | 0 (1 %)   | 0    |
| Concertación gesamte Sitze | 21   | 21   | 21   | 19   | 19        | 19   |
| Alianza por Chile | 17   | 8    | 9    | 9    | 8         | 9    |
| UDI | 3    | 2    | 7    | 5    | 5         | 3    |
| RN | 5    | 5    | 2    | 4    | 3         | 6    |
| Unabhängige der Alianza | 9    | 1    | 0    | 0    | 0         | 0    |
| Alianza gesamte Sitze | 17   | 17   | 17   | 19   | 19        | 16   |
| Rest (Podemos, Unab.) | 0    | 0    | 0    | 0    | 1         | 01   |
| gesamt neu gewählt | 38   | 18   | 20   | 18   | 20        | 18   |
| Ernannte Senatoren | 9    | 9    | 9    | 9    | - (ab 06) |      |
| Gesamter Senat | 47   | 47   | 47   | 47   | 38        | 38   |

1) Bei den Parlamentswahlen 2009 traten die Concertación und Juntos Podemos Más in einem Wahlbündnis an.